# 荃灣新之城

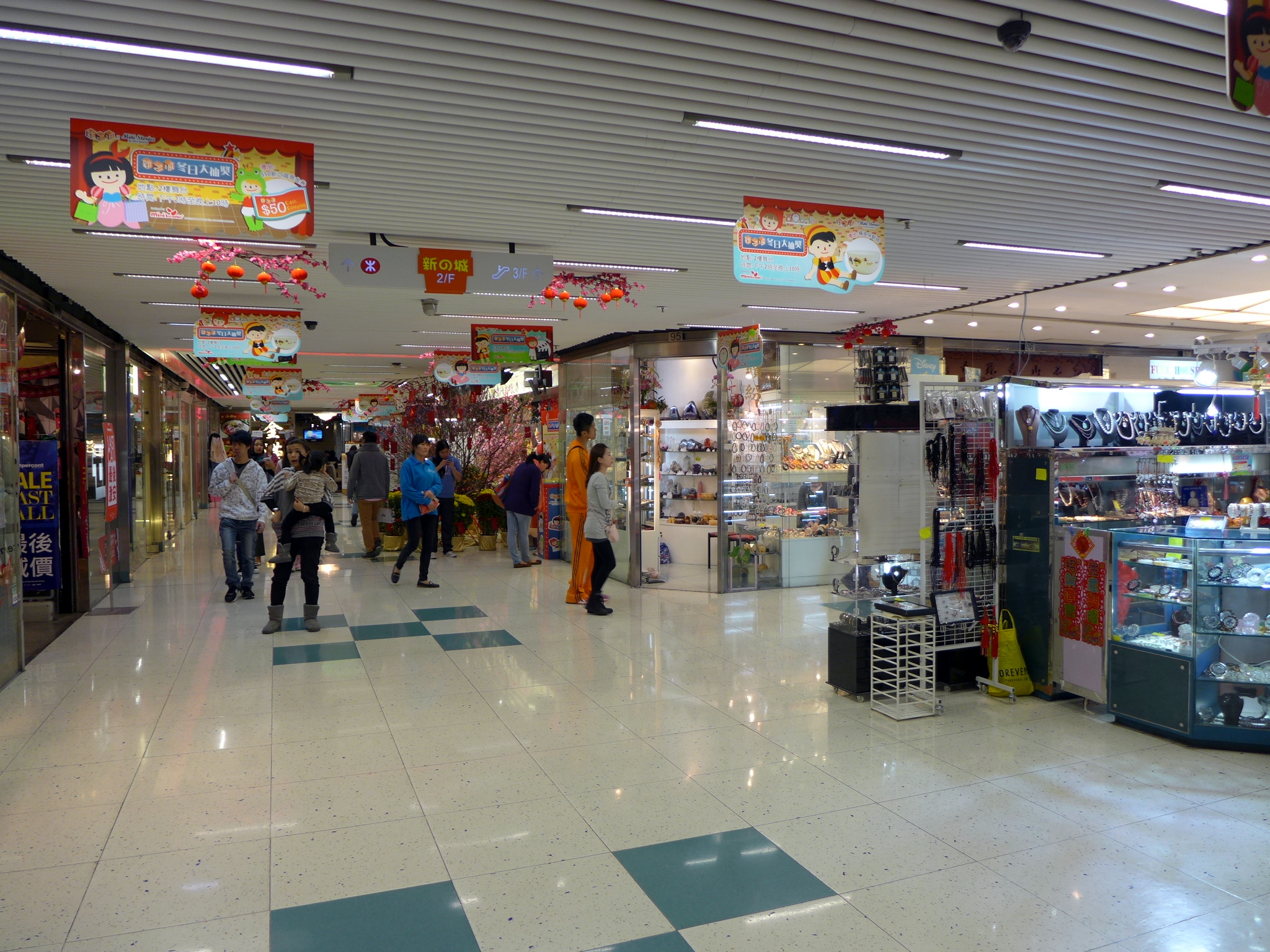
荃灣新の城2樓北面

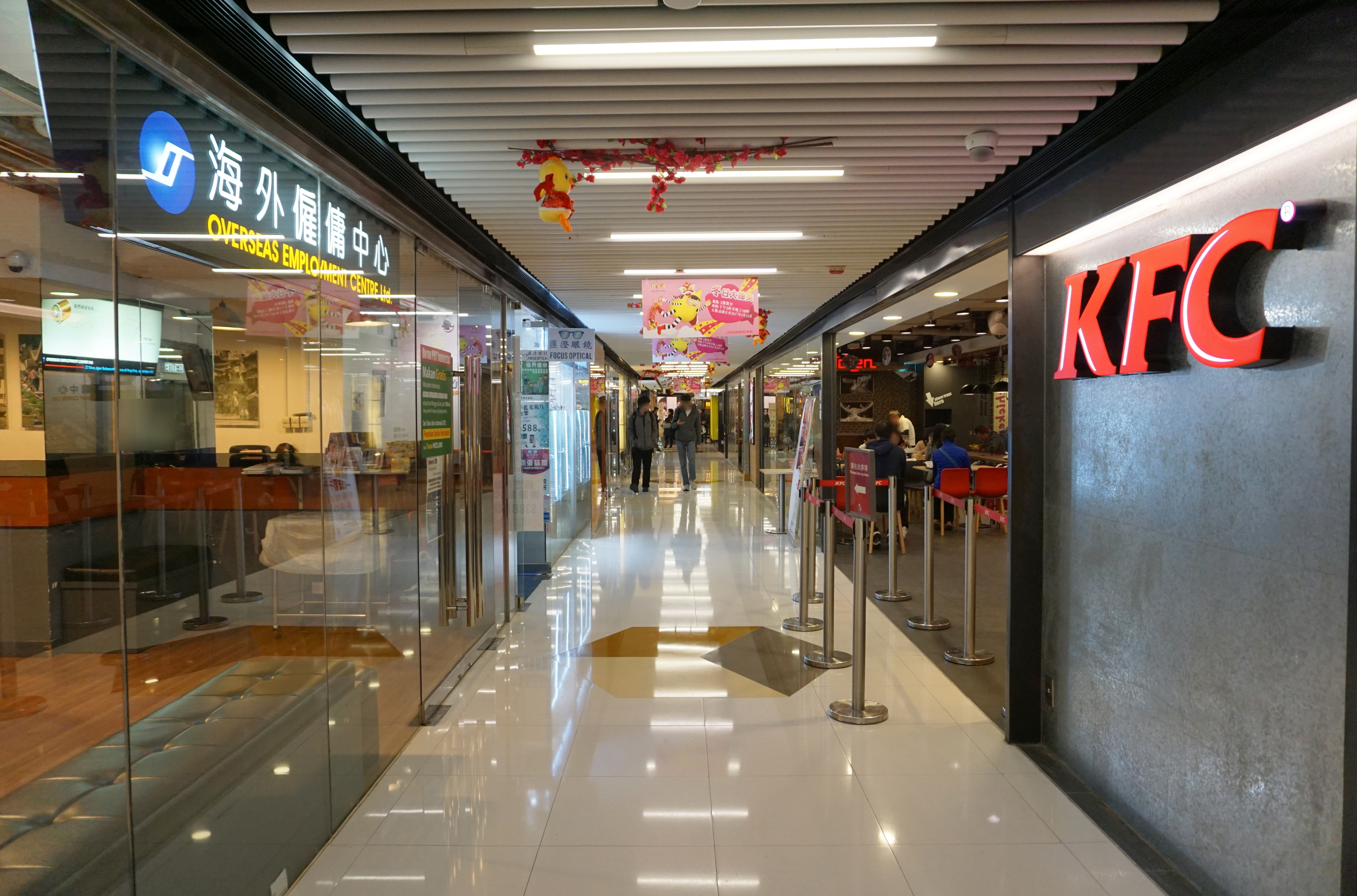
荃灣新の城3樓

荃灣新之城（曾作荃灣新の城）是香港一座商場，位於新界荃灣南豐中心2樓及3樓，連接港鐵荃灣站A1出口。商場前身為華潤百貨。
荃灣新之城有超過100間店舖及食肆，更設有遊戲機中心、美容商舖及區內最大扭蛋區。在2樓設有新之潮流站，每天有不同主播推介流行音樂、提供潮流資訊及點唱服務。

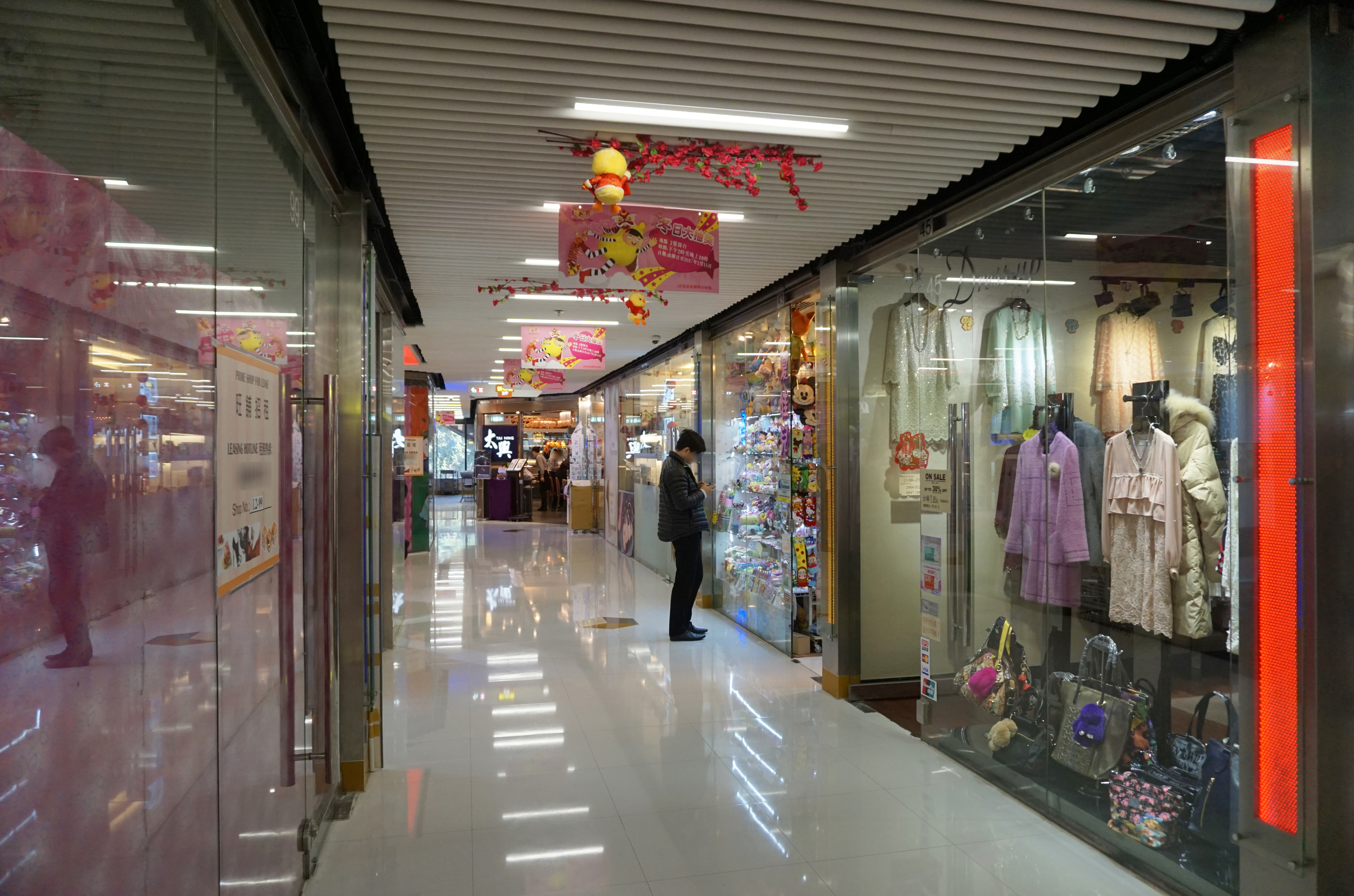
荃灣新之城2樓南面
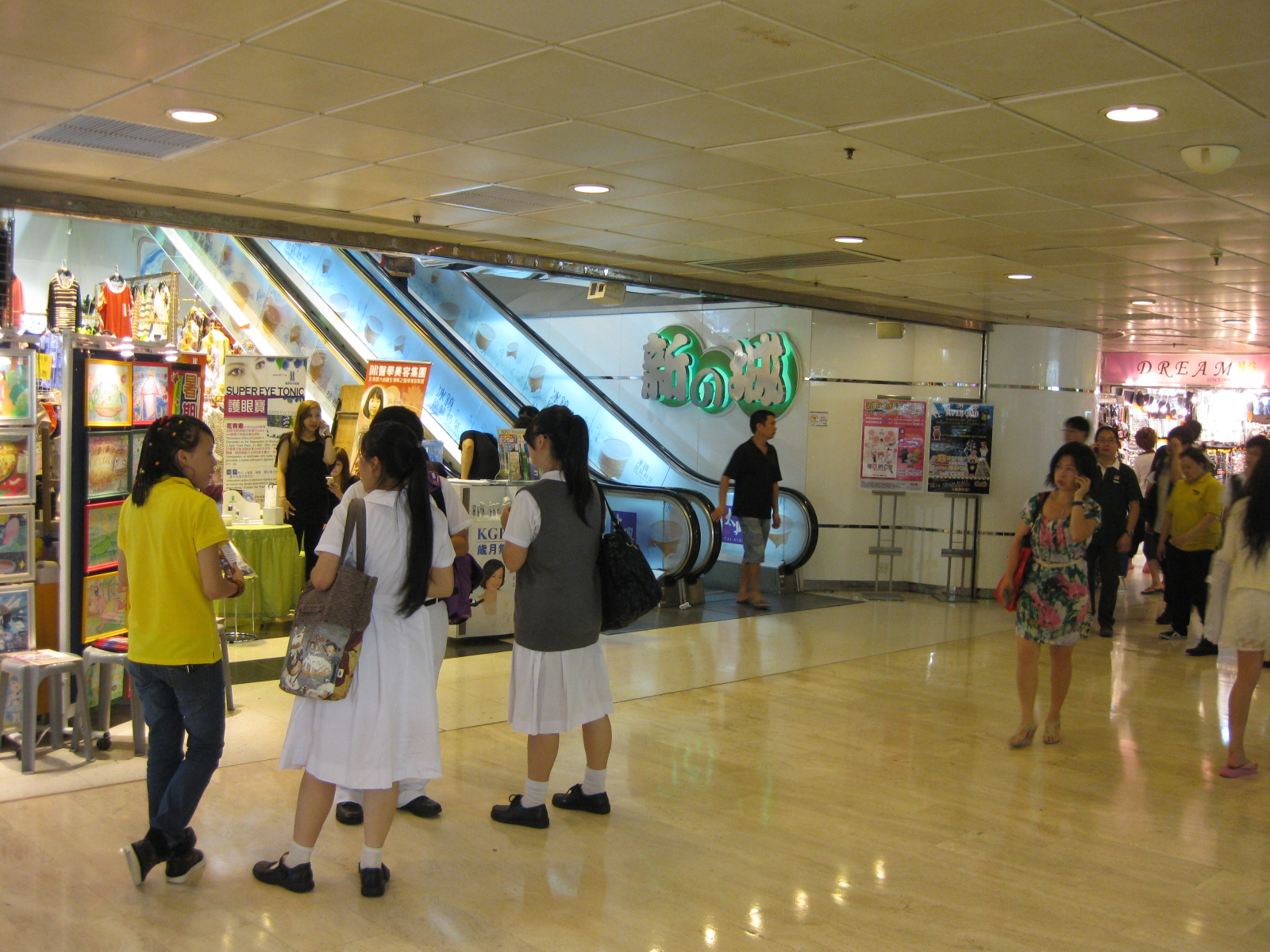
荃灣新之城1樓入口
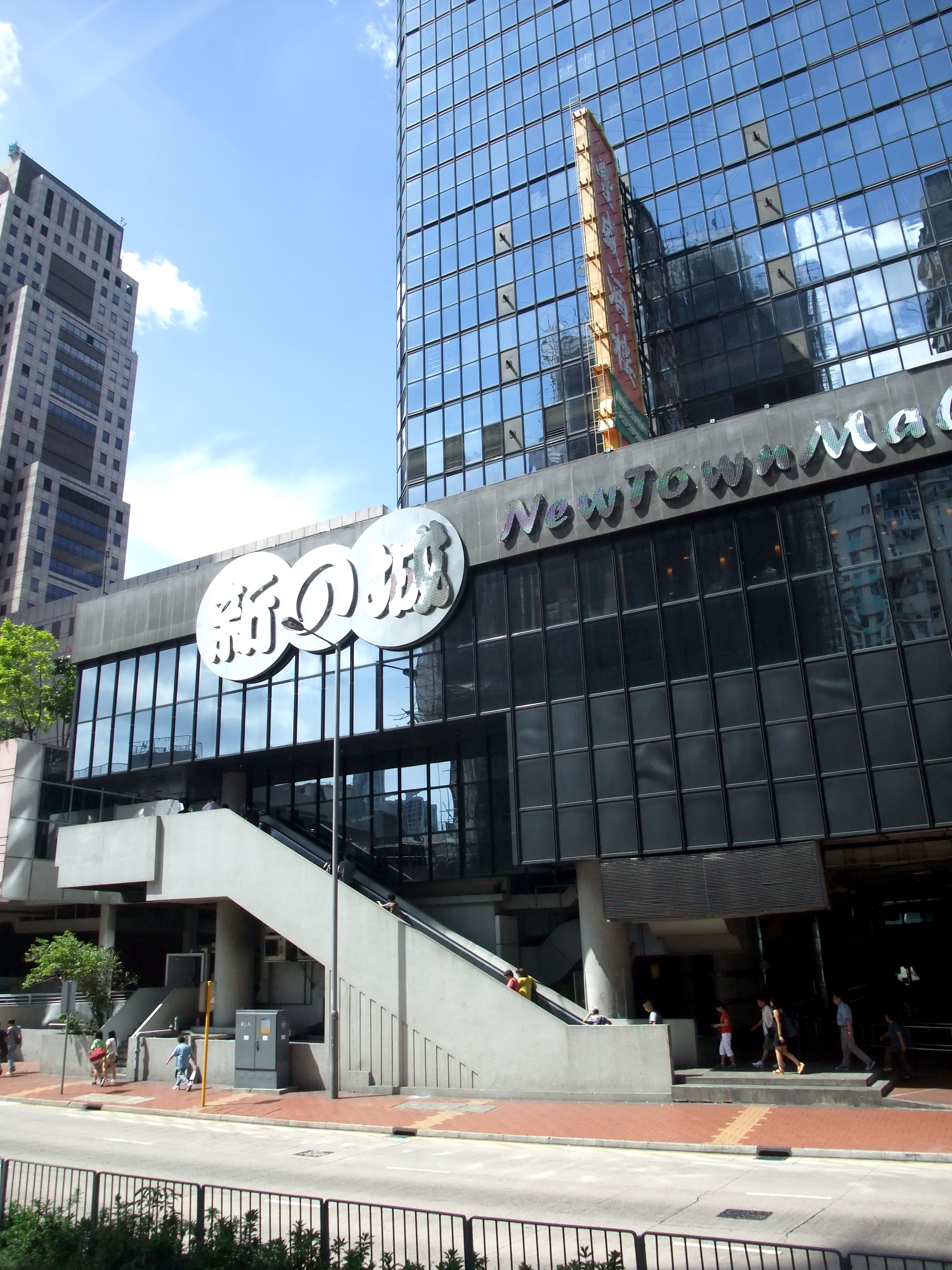
荃灣新之城外觀